# 김원욱
김원욱(1980년 9월 8일 ~ )은 기업인, 전 아나운서이다.
현재 거주지는 서울특별시이다.

## 학력
- 국민대학교 글로벌벤처창업대학원
- 동국대학교 경영학과 졸업
- 서울영동고등학교 졸업

## 경력
- 2015년 Mixxxa 대표이사
- 2013년 스피치리움 대표
- 2006년 평화방송 아나운서

## 과거 진행 프로그램
- 가톨릭 뉴스